# Chalotoj
Chalotoj es una localidad del municipio de Larráinzar ubicado en la región de Los Altos del estado mexicano de Chiapas.

## Geografía
La localidad de Chalotoj se sitúa en las coordenadas geográficas 16°53′39″N 92°44′26″O / 16.894167, -92.740556, a una elevación de 1,984 metros sobre el nivel del mar.

## Demografía
Según el Censo de Población y Vivienda 2020, efectuado por el Instituto Nacional de Estadística y Geografía, la localidad de Chalotoj tiene 281 habitantes, de los cuales 136 son del sexo masculino y 145 del sexo femenino. Su tasa de fecundidad es de 3.12 hijos por mujer y tiene 50 viviendas particulares habitadas.
| Gráfica de evolución demográfica de Chalotoj entre 1930 y 2020 |
|                                                                |
| INEGI.                                                         |